# Fasil Gebi
Fasil Gebi (amharsko ፋሲል ግቢ) je trdnjava v Gondarju v regiji Amhara v Etiopiji. V 17. stoletju ga je ustanovil cesar Fasilides in je bil dom etiopskih cesarjev. Njegova edinstvena arhitektura kaže različne vplive, vključno s portugalskimi, hindujskimi in arabskimi značilnostmi. Zaradi svojega zgodovinskega pomena in arhitekture je bila trdnjava leta 1979 vpisana na Unescov seznam svetovne dediščine. Gebi je amharska beseda za ograjen prostor.
Kompleks stavb vključuje Fasilidesov grad, palačo Ijasuja I., dvorano Davita III., grad cesarice Mentevab, kancelarijo in knjižnico iz Johanesa I., banketno dvorano cesarja Bakafe, hleve in tri cerkve: Asasame Kedus Mikael, Elfign Gijorgis in Gemdžabet Marijam.

## Zgodovina
Izvor Fasil Gebija je pred staro tradicijo etiopskih cesarjev, ki so potovali po svojih posestih, živeli od pridelkov kmetov in bivali v šotorih. Zaradi te povezave so to območje pogosto imenovali katama ('tabor' ali 'utrjena naselbina') ali makababja, ime, ki se uporablja za cesarski tabor v Kraljevi kroniki Baeda Maryam. Cesar Fasilides je prekinil to tradicijo napredovanja po ozemljih in ustanovil mesto Gondar kot svojo prestolnico; njegova relativna trajnost naredi mesto zgodovinsko pomembno. V prestolnici je Fasilides ukazal zgraditi mogočno stavbo, Fasil Gebi ali Fasilidesov grad. Naslednji cesarji, kot so Johanes I., Ijasu I. in Davit III., so zgradili lastne stavbe v istem cesarskem kompleksu in znatno razširili ograjen prostor. Stavbe so bile iz rjavega bazalta z ornamentom iz lokalnega tufa vinske barve. Palače so bile videti kot trdnjave in so bile pogosto okrašene s slikami in iluminiranimi rokopisi, ki so bili običajno izdelani za cerkve in plemiče.
Po jemenskem veleposlaniku Hassanu ibn Ahmadu al-Hajmiju, ki je palačo obiskal leta 1648, ko je bila stara le nekaj let, je bil arhitekt za stavbo Fasilides Indijec po imenu Abdal Kerim, ki je pred tem delal na palači cesarja Susenjosa I. pri Dankazu. Kraljeve kronike poročajo, da je zgradbi Johanesa I. in Ijasuja I. zgradil etiopski arhitekt po imenu Valda Gijorgis, ki je bil opisan kot »sposoben, inteligenten in na dobrem glasu«. Ročno delo so v glavnem zagotavljali lokalni etiopski Judje (Beta Izrael), zlasti klan Kajla, ki so tradicionalno delali kot zidarji, kovinarji in tesarji, poklici, ki jih splošno prebivalstvo vidi na slabem glasu.
Al-Hajmi, na katerega je palača naredila velik vtis, jo opisuje kot veliko hišo iz kamna in apna in »eno od čudovitih stavb, vrednih občudovanja, in najlepših izjemnih čudes«. Palača je služila kot rezidenca kraljeve družine. Armenec v etiopski cesarski službi Khoja Murad je obiskal cesarsko palačo leta 1696 in trdil, da je bilo najmanj 80 kraljevih otrok, ki so »bez razlikovanja tekali naokoli«. Ob obisku Fasil Gebija v poznih 1950-ih je Thomas Pakenham opazil, da so »med palačami posejani ostanki paviljonov in kioskov cesarskega mesta«.
Veliko stavb v Fasil Gebiju ni preživelo takratnih dogodkov, vendar je kraj še vedno bogat s stavbami, ki so jih prenovili tako italijanski okupatorji v poznih 1930-ih kot po ponovni osamosvojitvi Etiopije. Mesto je UNESCO leta 1979 razglasil za svetovno dediščino, ki je v svoji odločitvi navedel, da zvesto predstavlja sodobno etiopsko civilizacijo severno od jezera Tana, ki se je pojavila v začetku 17. stoletja in je dolga leta vplivala na etiopsko arhitekturo. Fasil Gebi vključuje tudi Fasilidesove kopeli in cesarski kompleks cesarice Mentevab v Kuskamu, ki velja za eno najpomembnejših turističnih destinacij v državi.

## Opis
Fasil Gebi pokriva površino približno 70.000 kvadratnih metrov. Na njegovem jugu leži Adababaj, tržnica mesta Gondar, kjer so bile cesarske razglasitve, predstavljene čete in usmrčeni zločinci; trenutno je mestni park.
Davitova dvorana je v severnem delu ograjenega prostora, poleg stavbe, pripisane Bakafi in cerkve Asasame Kedus Mikael. Stuart Munro-Hay, ki jo pogosto imenuje 'hiša pesmi', ugotavlja, da je to lahko posledica napačnega branja amharske zofan bet ('hiša divana' ali 'hiša prestola') kot zafan bet ('hiša pesmi'). Munro-Hay jo opisuje kot »veliko enonadstropno stavbo z okroglim stolpom na jugovzhodnem vogalu«, s sledovi manjšega okroglega stolpa na severovzhodnem vogalu in sledovi kvadratnega stolpa na severozahodnem vogalu, »od katerih se je večina zrušila. Notranjost stavbe je ena sama dolga dvorana, ki ima »običajna obokana okna in vrata, ki so zagotavljala svetlobo in dostop«. Od leta 2002 Davitova dvorana nima strehe.
Fasil Gebi je obdan z 900 metrov dolgim zidom, ki ga prebada dvanajst vrat. To so v nasprotni smeri urinega kazalca: Fit Ber (imenovan tudi Jan Tekle Ber), ki se odpirajo na Adababaj; Vember Ber (Vrata sodnikov); Tazkaro Ber (Vrata pogrebne komemoracije), pri kateri so med vladavino Ijasuja II. spopadi uničili most; Azaj Tekure Ber (Vrata Azaj Tekure), ki so bila nekoč povezana z mostom s cerkvijo Adababaj Tekle Hajmanot; Adenager Ber (Vrata predilcev), ki so bila z mostom povezana s cerkvijo Kedus Rafael v tkalskem delu Gondarja; Kvali Ber (Vrata kraljičinih spremljevalcev), poleg sodobnega vhoda v cerkev Elfin Gijorgis znotraj ograjenega prostora; Imbilta Ber (Vrata glasbenikov); Elfign Ber (Vrata tajne sobe), ki je omogočala dostop do zasebnih stanovanj Fasil Gebi; Balderas Ber (Vrata poveljnika konjenice); Ras Ber (Vrata Ras), znana tudi kot Kvarenjoch Ber (Vrata ljudstva Kvara); Ergeb Ber (Vrata golobov), znana tudi kot Kečin Ašava Ber (Vrata daril); Inkoje Ber (Vrata princese Inkoje, matere cesarice Mentevab; in Gimdžabet Marijam Ber (Vrata Marijine zakladnice), ki vodijo do cerkvenega dvorišča cerkve Gimdžabet Marijam.

## Galerija
- Stranski vhod v Fasil Gemb
- Notranjost Fasilidesove palače
- Palača Ijasuja I.
- Palača Ijasuja I.
- Stavba kraljeve knjižnice
- Stavba kraljevega arhiva